# Tour de France 2016
Tour de France 2016 var den 103:e upplagan av cykeltävlingen Tour de France. Tävlingen startade den 2 juli i Mont-Saint-Michel, och avslutades den 24 juli i Paris, med en total sträcka på 3 529 km över 21 etapper. Touren var den 18:e tävlingen (av totalt 28 tävlingar) i UCI World Tour 2016.
För första gången sedan 2011 startade loppet på det franska fastlandet. Tävlingen gjorde avstickare in i Andorra, Spanien och Schweiz. Nio etapper var på flack underlag; lika många till antalet bergsetapper. Touren återvände detta år till Mont Ventoux sedan 2013, men arrangören beslöt att tidigarelägga målgången till Chalet Reynard (6 km före toppen av Mont Ventoux) på grund av kraftiga vindar.
Tävlingen vanns av britten Chris Froome (Team Sky) på segertiden 89:04.48. Froome hade tidigare vunnit touren 2013 och 2015. Peter Sagan (Tinkoff) vann poängpriset och kombativitetspriset (mest offensiva cyklisten). Bergspriset vanns av Rafał Majka (Tinkoff). Ungdomspriset vanns av Adam Yates (Orica–BikeExchange), medan det spanska stallet Movistar Team vann lagpriset.

## Deltagande lag
Alla 18 UCI World Tour-lag blev inbjudna och var förpliktigade att delta i tävlingen. Fyra pro-kontinentallag blev inbjudna till tävlingen.
Bokstäverna inom parenteser avser lagens UCI-kod under denna tävling.
UCI World Tour-lag
- AG2R La Mondiale (ALM)
- Astana (AST)
- BMC Racing Team (BMC)
- Cannondale (CPT)
- Etixx–Quick-Step (EQS)
- FDJ (FDJ)
- Team Giant-Alpecin (TGA)
- IAM Cycling (IAM)
- Lampre–Merida (LAM)
- Lotto–Soudal (LTS)
- LottoNL–Jumbo (TLJ)
- Movistar Team (MOV)
- Orica–BikeExchange (OGE)
- Team Dimension Data (DDD)
- Team Katusha (KAT)
- Team Sky (SKY)
- Tinkoff (TNK)
- Trek–Segafredo (TFR)

UCI Professional Continental-lag
- Bora–Argon 18 (BOA)
- Cofidis (COF)
- Direct Énergie (DEN)
- Fortuneo–Vital Concept (FVC)

## Priser och utmärkelser
| Etapp         | Etappsegrare      | Ledare ·          | Poängpristagare · | Bergspristagare · | Bästa unga cyklist · | Lagtävling ·       | Kombativitetspristagare ·        |
| ------------- | ----------------- | ----------------- | ----------------- | ----------------- | -------------------- | ------------------ | -------------------------------- |
| 1             | Mark Cavendish    | Mark Cavendish    | Mark Cavendish    | Paul Voss         | Edward Theuns        | Lotto–Soudal       | Anthony Delaplace                |
| 2             | Peter Sagan       | Peter Sagan       | Peter Sagan       | Jasper Stuyven    | Julian Alaphilippe   | Orica–BikeExchange | Jasper Stuyven                   |
| 3             | Mark Cavendish    | Peter Sagan       | Mark Cavendish    | Jasper Stuyven    | Julian Alaphilippe   | Orica–BikeExchange | Thomas Voeckler                  |
| 4             | Marcel Kittel     | Peter Sagan       | Peter Sagan       | Jasper Stuyven    | Julian Alaphilippe   | Orica–BikeExchange | Oliver Naesen                    |
| 5             | Greg Van Avermaet | Greg Van Avermaet | Peter Sagan       | Thomas De Gendt   | Julian Alaphilippe   | BMC Racing Team    | Thomas De Gendt                  |
| 6             | Mark Cavendish    | Greg Van Avermaet | Mark Cavendish    | Thomas De Gendt   | Julian Alaphilippe   | BMC Racing Team    | Yukiya Arashiro                  |
| 7             | Steve Cummings    | Greg Van Avermaet | Mark Cavendish    | Thomas De Gendt   | Adam Yates           | BMC Racing Team    | Vincenzo Nibali                  |
| 8             | Chris Froome      | Chris Froome      | Mark Cavendish    | Rafał Majka       | Adam Yates           | BMC Racing Team    | Thibaut Pinot                    |
| 9             | Tom Dumoulin      | Chris Froome      | Mark Cavendish    | Thibaut Pinot     | Adam Yates           | Movistar Team      | Tom Dumoulin                     |
| 10            | Michael Matthews  | Chris Froome      | Peter Sagan       | Thibaut Pinot     | Adam Yates           | BMC Racing Team    | Peter Sagan                      |
| 11            | Peter Sagan       | Chris Froome      | Peter Sagan       | Thibaut Pinot     | Adam Yates           | BMC Racing Team    | Arthur Vichot                    |
| 12            | Thomas De Gendt   | Chris Froome      | Peter Sagan       | Thomas De Gendt   | Adam Yates           | BMC Racing Team    | Thomas De Gendt                  |
| 13            | Tom Dumoulin      | Chris Froome      | Peter Sagan       | Thomas De Gendt   | Adam Yates           | BMC Racing Team    | ingen prisutdelning              |
| 14            | Mark Cavendish    | Chris Froome      | Peter Sagan       | Thomas De Gendt   | Adam Yates           | BMC Racing Team    | Jérémy Roy                       |
| 15            | Jarlinson Pantano | Chris Froome      | Peter Sagan       | Rafał Majka       | Adam Yates           | Movistar Team      | Rafał Majka                      |
| 16            | Peter Sagan       | Chris Froome      | Peter Sagan       | Rafał Majka       | Adam Yates           | Movistar Team      | Julian Alaphilippe & Tony Martin |
| 17            | Ilnur Zakarin     | Chris Froome      | Peter Sagan       | Rafał Majka       | Adam Yates           | Movistar Team      | Jarlinson Pantano                |
| 18            | Chris Froome      | Chris Froome      | Peter Sagan       | Rafał Majka       | Adam Yates           | Movistar Team      | ingen prisutdelning              |
| 19            | Romain Bardet     | Chris Froome      | Peter Sagan       | Rafał Majka       | Adam Yates           | Movistar Team      | Rui Costa                        |
| 20            | Ion Izagirre      | Chris Froome      | Peter Sagan       | Rafał Majka       | Adam Yates           | Movistar Team      | Jarlinson Pantano                |
| 21            | Andre Greipel     | Chris Froome      | Peter Sagan       | Rafał Majka       | Adam Yates           | Movistar Team      | ingen prisutdelning              |
| Slutställning | Slutställning     | Chris Froome      | Peter Sagan       | Rafał Majka       | Adam Yates           | Movistar Team      | Peter Sagan                      |